# Надь, Жольт (футболист, 1993)
Жольт Надь (венг. Nagy Zsolt; род. 25 мая 1993, Секешфехервар) — венгерский футболист, полузащитник клуба «Академия Пушкаша» и сборной Венгрии. Участник чемпионата Европы 2024.

## Клубная карьера
Надь — воспитанник клубов «Ловашберень», «Фехервар» и «Фельчут». В 2010 году он дебютировал за основной состав последних. В 2011 году Жольт перешёл в «Фехервар». 10 октября 2012 года в матче Кубка венгерской лиги против «Залаэгерсега» он дебютировал за основной состав. В 2013 году Надь был арендован «Академией Пушкаша». 23 марта в матче против дублёров «Пакша» он дебютировал во Второй лиге Венгрии. По окончании аренды клуб вышел в элиту и выкупил трансфер игрока. 19 октября в матче против «Фехервара» он дебютировал в чемпионате Венгрии. 1 декабря 2015 года в поединке против «Уйпешта» Жольт забил свой первый гол за «Академию Пушкаша».
В 2017 году Надь был арендован клубом «Чаквар». 2 сентября в матче против «Шиофока» он дебютировал за новую команду. 1 октября в поединке против «Ваца» Жольт забил свой первый гол за «Чаквар». По окончании аренды Надь вернулся в «Академию Пушкаша».

## Международная карьера
15 ноября 2019 года в товарищеском матче против сборной Уругвая Надь дебютировал за сборную Венгрии. 11 июня 2022 года в поединке Лиги Наций против сборной Германии он забил свой первый гол за национальную команду.
В 2024 году Надь принял участие в чемпионате Европы 2024 в Германии. На турнире он сыграл в матчах против сборных Германии и Шотландии.

### Голы за сборную Венгрии
| #   | Дата          | Место                            | Противник | Счёт | Результат | Соревнование         |
| --- | ------------- | -------------------------------- | --------- | ---- | --------- | -------------------- |
| 01. | 11 июня 2022  | Ференц Пушкаш, Будапешт, Венгрия | Германия  | 1:0  | 1:1       | Лига наций 2022/2023 |
| 02. | 14 июня 2022  | Молиньо, Вулвергемптон, Англия   | Англия    | 3:0  | 3:0       | Лига наций 2022/2023 |
| 03. | 26 марта 2024 | Ференц Пушкаш, Будапешт, Венгрия | Косово    | 2:0  | 2:0       | Товарищеский матч    |